# Eric Phipps
Eric Clare Edmund Phipps, född 27 oktober 1875, död 13 augusti 1945, var en brittisk diplomat.
Phipps, som trädde i diplomattjänst 1899, var minister i Paris 1922–1928, ambassadör i Wien 1928–1933, i Berlin 1933–1937 och därefter i Paris. Han pensionerades 1939. Phipps hade anseende för att vara en av Storbritanniens skickligaste diplomater.